# Haloutsisme
 (signalé en mai 2025).
Si vous disposez d'ouvrages ou d'articles de référence ou si vous connaissez des sites web de qualité traitant du thème abordé ici, merci de compléter l'article en donnant les références utiles à sa vérifiabilité et en les liant à la section « Notes et références ».
- Archive Wikiwix
- Bing
- Cairn
- DuckDuckGo
- E. Universalis
- Gallica
- Google
- G. Books
- G. News
- G. Scholar
- Persée
- Qwant
- (zh) Baidu
- (ru) Yandex
- (wd) trouver des œuvres sur Wikidata

 (novembre 2015).
- Si vous ne connaissez pas le sujet, laissez ce bandeau (vous pouvez alors contacter les auteurs).
- Si vous supprimez le contenu mis en cause (vous pouvez préalablement contacter les auteurs),

argumentez précisément cette suppression dans la page de discussion
(un manque de référence n'est pas un argument ; une recherche réelle de référence doit avoir été effectuée, être formellement documentée).
 (juin 2025).
Le Haloutsisme (de l'hébreu חלוץ, « pionnier ») est une idéologie.
Elle est, par vulgarisation, caractérisée par le pas vers l'inconnu, mais aussi au fait de penser toujours plus loin ou encore d'innover. Prendre des initiatives et ne pas remettre à quelqu'un ce qu'on pourrait faire soi-même sont des éléments clefs dans le haloutsisme.

## Quelques exemples de halouts
- Ilan Ramon, le premier israélien à aller dans l'espace
- Le Groupe de l'est lointain
- Theodore Herzl
- Robert Baden-Powell